# 第20回20か国・地域首脳会合
第20回20か国・地域首脳会合（だい20かい20かこく・ちいきしゅのうかいごう、別名: 2025年G20ヨハネスブルグサミット、英語: 2025 G20 Johannesburg summit）は、2025年11月22日から11月23日に南アフリカ・ヨハネスブルグで開催されるG20サミット。アフリカ大陸では初めての開催となる。

## 議題
南アフリカは、G20が「世界が直面している多重危機」に対処するために有意義な貢献をするために「連帯、平等、持続可能性」というサミットのテーマを発表した。このテーマは、南半球の過去3つのG20議長国の努力と成功に基づいて、開発アジェンダを進めるという南アフリカの意図を反映している。
連帯を通じて、人を中心とする開発志向で包括的な未来を達成しようとしている。平等を促進することで、国は経済状況、性別、人種、地理的位置、その他の特性に関係なく、すべての人々と国家に公正な待遇、機会、進歩を確保しようとしている。持続可能性とは、将来の世代が自分のニーズを満たす能力を損なうことなく、現在のニーズを満たすことである。